# Viața lui Iisus (film)
Viața lui Iisus sau Cea mai măreață poveste spusă vreodată  (titlu original: The Greatest Story Ever Told) este un film american din 1965 regizat de George Stevens. În rolurile principale joacă actorii Max von Sydow, Charlton Heston, Dorothy McGuire, Jose Ferrer și Telly Savalas.

## Prezentare
Prezintă viața lui Iisus Hristos.

## Distribuție
- Max von Sydow ca Iisus Hristos
- Dorothy McGuire - Fecioara Maria
- Charlton Heston - Ioan Botezătorul
- Claude Rains - Irod cel Mare
- Jose Ferrer - Irod Antipa
- Telly Savalas - Pilat din Pont
- Martin Landau - Caiafa
- David McCallum - Iuda Iscarioteanul
- Donald Pleasence - "The Dark Hermit" (Pustnicul Negru) (o personificare a Satanei)
- Michael Anderson, Jr. - Iacob cel Drept
- Roddy McDowall -   Matei
- Joanna Dunham -  Maria Magdalena
- Joseph Schildkraut - Nicodim
- Ed Wynn - "Old Aram"

Roluri secundare (unele de câteva secunde) au fost jucate de Michael Ansara, Ina Balin, Carroll Baker, Robert Blake, Pat Boone, Victor Buono, John Considine, Richard Conte, John Crawford, Jamie Farr, David Hedison, Van Heflin, Russell Johnson, Angela Lansbury, Mark Lenard, Robert Loggia, John Lupton, Janet Margolin, Sal Mineo, Nehemiah Persoff, Sidney Poitier, Gary Raymond, Marian Seldes, David Sheiner, Abraham Sofaer, Paul Stewart, John Wayne, Shelley Winters și Peter Mann.

## Vezi și
- Listă de actori care l-au portretizat pe Iisus